# Monografija
Monografija (starogrč. μονογραφία) je znanstveno, stručno ili esejističko djelo u kojem se iscrpno obrađuje ili prikazuje jedan problem, prostor, osoba ili pojava.